# 怪人オヨヨ
『怪人オヨヨ』（かいじんオヨヨ） はNHKの『少年ドラマシリーズ』で放映された作品である。1972年7月1日から1972年7月29日まで放映された。出演者のほとんどがテアトル・エコーの俳優で固められている。

## 番組構成
『オヨヨ島の冒険』、『怪人オヨヨ大統領』の2つの原作から、キャラクターの設定だけを借りた作品である。内容は、非常に実験的なことがいくつも行なわれていた。
- この話は劇中の大沢和彦が書いたドラマ作品が現実化した、という設定である。
- そして、ドラマ作品がTVでドラマ化されているという設定にもなっている。
- また、ドラマ中のキャラクターが視聴者を意識した（視聴者に向いた）セリフをしゃべることもあった。
- すなわち、全体のドラマ（怪人オヨヨ）の中に、劇中劇としてのドラマがあり、その2つの世界が交流し、さらに視聴者までも巻き込む、というような作りになっていた。

## スタッフ
- 原作 - 小林信彦（『オヨヨ島の冒険』、『怪人オヨヨ大統領』より）
- 脚本 - 石山透
- 演出 - 石川康彦
- 制作 - 柴田和夫、久保田弘
- 音楽 - 桜井順
- 歌 - シンガーズ・スリー（エンディング曲および劇中歌）

## キャスト
- 大沢ルミ子 - 星野みどり
- 大沢和彦 - 峰恵研
- 母 - 平井道子
- 鬼面警部 - 梶哲也
- 張念天 - 二見忠男
- ローレライ - 江藤久里子
- ジュン - 加藤信博
- 名探偵グルニョン - 納谷悟朗
- 千代おばさん - 牧野和子
- ジョンジョン - 中山愛子
- ディレクター - 山田康雄
- 怪人オヨヨ - 鈴木利秋（本編の放送中では役者名が?になっていて、表示されなかった）